# فحشا در روسیه
فحشا در روسیه غیرقانونی است. مجازات مشارکت در فحشا جریمه‌ای از ۱۵۰۰ تا ۲۰۰۰ روبل است. علاوه بر این، سازماندهی فحشا با مجازات زندان همراه است. فحشا همچنان یک مسئله اجتماعی بسیار جدی در روسیه است.

## مرور تاریخی

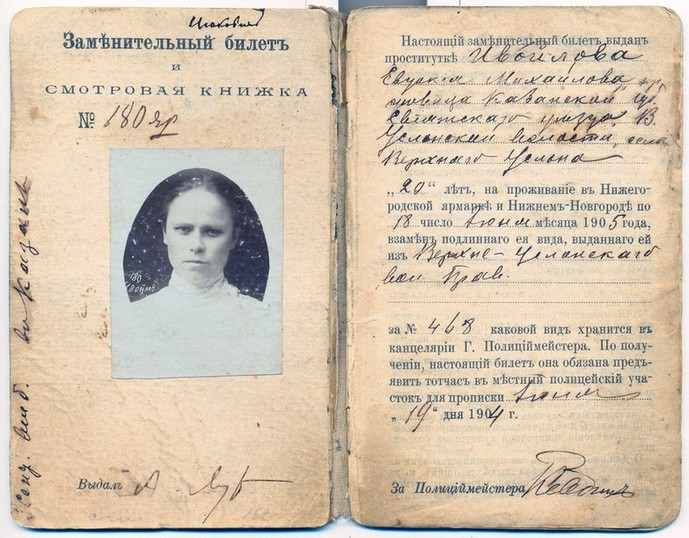
بلیط‌های زرد، کارت‌های شناسایی مخصوصی بودند که برای روسپی‌ها صادر می‌شدند.

روسپیگری در روسیه پس از اصلاحات نظامی پتر کبیر که طبقه قابل توجهی از مردان مجرد را که در ارتش خدمت می‌کردند، ایجاد کرد، رایج شد. این سربازان شروع به ایجاد تقاضا برای روسپیگری کردند. پادشاهانی که از پتر اول پیروی کردند، رویکردهای متفاوتی نسبت به روسپیگری داشتند، از لغو کامل تا جرم‌زدایی.
از ۶ اکتبر ۱۸۴۳، فحشا در امپراتوری روسیه قانونی شد و به فاحشه‌ها کارت شناسایی ویژه «بلیت زرد» صادر می‌شد. فاحشه‌خانه‌های متعددی در اکثر شهرها وجود داشتند که از نظر طبقه و قیمت بسیار متنوع بودند. مشتریان شامل گروه‌های متنوعی از اشراف تا طبقه کارگر بودند. از نظر قانونی، فقط زنان مجاز به داشتن فاحشه‌خانه بودند. با این حال، فحشای خیابانی غیرقانونی هنوز تحت سلطه دلالان مرد بود. اصطلاح کوت (روسی: кот (گربه نر) برای مردانِ دلالِ مال استفاده می‌شد، در حالی که به زنانِ متصدیِ فاحشه‌خانه، باندرشا (روسی: бандерша گفته می‌شد).
پس از گشودن درهای ژاپن، ولادی‌وستوک به مرکز اسکان مهاجران ژاپنی به روسیه تبدیل شد. شعبه‌ای از آژانس بازرگانی امپراتوری ژاپن در سال ۱۸۷۶ در آنجا افتتاح شد تعداد آنها در سال ۱۸۷۷ به ۸۰ نفر و در سال ۱۸۹۰ به ۳۹۲ نفر افزایش یافت؛ تعداد زنان ۳ به ۲ از مردان بیشتر بود و بسیاری به عنوان روسپی (کارایوکی-سان) کار می‌کردند. با این حال، جامعه آنها در مقایسه با جوامع چینی و کره‌ای که تعدادشان بیشتر بود، کوچک باقی ماند. یک نظرسنجی دولت روسیه در سال ۱۸۹۷ نشان داد که ۴۲۸۲۳ چینی، ۲۶۱۰۰ کره‌ای، اما تنها ۲۲۹۱ ژاپنی در کل منطقه پریموری زندگی می‌کنند. بخش بزرگی از مهاجرت از روستاهای شمال کیوشو صورت گرفت.
در خاور دور روسیه، در شرق دریاچه بایکال، روسپی‌ها و بازرگانان ژاپنی پس از دهه ۱۸۶۰ اکثریت جامعه ژاپنی در منطقه را تشکیل می‌دادند. گروه‌های ملی‌گرای ژاپنی مانند انجمن اقیانوس سیاه (گنیوشا) و انجمن رودخانه آمور (کوکوریوکای)، «ارتش آمازون» متشکل از روسپی‌های ژاپنی در خاور دور روسیه و منچوری را ستایش و تحسین می‌کردند و آنها را به عنوان عضو ثبت نام می‌کردند. برخی مأموریت‌ها و جمع‌آوری اطلاعات توسط روسپی‌های ژاپنی در اطراف ولادی وستوک و ایرکوتسک انجام می‌شد.
گفته می‌شود قبل از سال ۱۹۱۷ بین ۲۵۰۰۰ تا ۳۰۰۰۰ فاحشه در مسکو وجود داشت. مراکز درمانی پیشگیرانه (پروفیلاکتوریوم‌ها) در سال ۱۹۲۵ برای درمان الکلی‌ها و فاحشه‌ها تأسیس شدند. تا سال ۱۹۲۹، پنج مرکز در مسکو وجود داشت. هیئت مدیره مراکز درمانی پیشگیرانه در مسکو تخمین زد که در سال ۱۹۲۸، ۳۰۰۰ فاحشه در مسکو وجود داشته است. تعاونی‌های صنایع دستی برای ارائه شغل جایگزین برای آنها تأسیس شدند. طبق تحقیقات مخفی انجام شده در اواخر دهه ۱۹۲۰، تقریباً ۶۰٪ از مردان شهری شوروی از خدمات فاحشه‌ها استفاده می‌کردند. همچنین دسته جداگانه‌ای از فاحشه‌ها، «دختران میان‌جنسی» وجود داشتند که در هتل‌ها برای گردشگران خارجی کار می‌کردند و فقط به ارزهای خارجی دستمزد می‌گرفتند. زنانی که در هتل‌های معمولی و ایستگاه‌ها کار می‌کردند، اغلب از پلیس محلی محافظت می‌شدند، اما زنانی که در هتل‌های لوکس کار می‌کردند، تحت حمایت کاگ‌ب بودند.
در سال ۲۰۱۷، طبق گزارش بلومبرگ نیوز، ولادیمیر پوتین، رئیس‌جمهور روسیه، در مورد دونالد ترامپ به خبرنگاران گفت: «باورم نمی‌شود که او ترامپ با عجله به هتلی رفته تا با دختران بی‌بندوبار ملاقات کند، اگرچه دختران ما [روس‌ها] بدون شک بهترین دختران جهان هستند». زک بیوکامپ از وکس اظهار داشت که پوتین با این گفته دو هدف را دنبال می‌کند: تحریک غربی‌ها و ارتباط با هواداران روس خود.

## فحشای کودکان، روسپی‌های خارجی و قاچاق زنان
روسیه منبع اصلی قاچاق زنان در سطح جهان به منظور استثمار جنسی است. روسیه همچنین یک مقصد و کشور ترانزیت مهم برای افرادی است که برای استثمار جنسی و کارگری از کشورهای منطقه‌ای و همسایه به روسیه و از آنجا به اروپا، آسیا و آمریکای شمالی قاچاق می‌شوند. در تل‌آویو، تعداد فاحشه‌خانه‌ها بین سال‌های ۱۹۹۶ تا ۲۰۰۱ از ۳۰ به ۱۵۰ افزایش یافته است - که عمدتاً به دلیل هجوم روسپی‌های روسی به اسرائیل است.
سازمان بین‌المللی کار تخمین می‌زند که ۲۰ درصد از پنج میلیون مهاجر غیرقانونی در روسیه قربانی کار اجباری هستند که نوعی قاچاق محسوب می‌شود. گزارش‌هایی از قاچاق کودکان و گردشگری جنسی کودکان در روسیه وجود دارد. دولت روسیه تلاش‌هایی برای مبارزه با قاچاق انجام داده است، اما به دلیل عدم رعایت حداقل استانداردها برای از بین بردن آن نیز مورد انتقاد قرار گرفته است. دفتر نظارت و مبارزه با قاچاق انسان وزارت امور خارجه ایالات متحده، روسیه را در رتبه‌بندی کشورهای «رده ۳» قرار می‌دهد.
سه روسپی اهل چین در ژانویه ۲۰۰۹ در مسکو دستگیر شدند. در سال ۲۰۱۱، یک فاحشه‌خانه در مسکو با روسپی‌های چینی و ویتنامی که فقط به شهروندان چینی به عنوان مشتری خدمات ارائه می‌داد، کشف شد. این فاحشه‌خانه از طریق پیام‌های رمزگذاری شده در یک روزنامه چینی زبان به مشتریان چینی خود تبلیغ می‌کرد، اما توسط پلیس کشف شد.
قاچاقچیان انسان زنان ویتنامی را مجبور به کار در فاحشه‌خانه‌های مسکو می‌کردند. اکثراً ویتنامی‌های دیگر از آنها حمایت می‌کردند. در یک مورد، قاچاقچیان مدارک مسافرتی زنان ویتنامی را ضبط کردند و با گفتن اینکه یک کارخانه نساجی قصد استخدام آنها را دارد، آنها را فریب دادند. مدیر فاحشه‌خانه ویتنامی ممکن است با کارکنان سفارت ویتنام رابطه دوستانه‌ای داشته باشد، زیرا مدیران پس از تماس او با سفارت ویتنام، یک فراری فاحشه‌خانه را دستگیر کردند. پلیس روسیه نتوانست جلوی فحشا را بگیرد زیرا یکی از مدیران فاحشه‌خانه ویتنامی از اعضای خانواده کارمند سفارت ویتنام بود. تعداد فاحشه‌خانه‌های ویتنامی که به‌طور اجباری کار می‌کنند به هزاران نفر می‌رسد. فاحشه‌خانه‌های مستقر در روسیه از طریق چین مقصد دختران ویتنامی هستند که توسط قاچاقچیان انسان مجبور به تجارت جنسی شده‌اند.
یک زن ویتنامی-آمریکایی به نام هوی دانه، برای بیرون کشیدن خواهر کوچکترش هوی دانه از فاحشه‌خانه مسکو درخواست کمک کرد. تلاش هوی دانه در آزادسازی آن ۱۵ زن ویتنامی خاص توسط فاحشه‌خانه موفقیت‌آمیز بود. نوجوانی که تنها ۱۶ سال داشت، در میان ۱۵ فاحشه اجباری بود.
زن ویتنامی که فاحشه‌خانه را اداره می‌کرد، توی آن بود و از خانواده نگوین دونگ تریو، کارمند سفارت ویتنام، بود. فاحشه‌های اجباری توسط مدیر زن خود، توی آن، مورد ضرب و شتم قرار می‌گرفتند.
سه زن ویتنامی پس از اینکه توسط زن دیگری فریب خوردند و برای فحشا به روسیه رفتند، به شهر هوشی مین بازگشتند.
زنان ویتنامی توسط زنی ویتنامی به نام له تی تام در روسیه به فحشا کشیده شدند.

## در فرهنگ عامه
- گذرنامه زرد - فیلمی آمریکایی محصول ۱۹۱۶
- بلیت زرد - فیلمی آمریکایی محصول ۱۹۳۱
- اینترگرل - فیلمی دراماتیک محصول سال ۱۹۸۹